# Association internationale des soldats de la paix
 (mai 2021).
 (juin 2022).
Il peut être nécessaire de l'améliorer pour respecter le principe de neutralité de point de vue. Veuillez consulter la page de discussion pour plus de détails.

Pour les articles homonymes, voir AISP.
L'Association internationale des soldats de la paix, est une organisation internationale non gouvernementale fondée le 19 novembre 1988 . Le Conseil économique et social des Nations unies (ECOSOC) lui a accordé un statut consultatif de catégorie 1, à la suite de l'adoption de la résolution 12-96 le 3 juillet 1995.

## Historique
Depuis "1994", elle participe aux campagnes contre les mines personnelles et l’élimination des armes de petit calibre, et elle siège au sein des commissions intersensorielles de la conférence d'Ottawa et de la commission du désarmement.
Le 1er juillet 1995, l’association s’est vue reconnaître le statut consultatif (catégorie I) auprès du Conseil économique et social des Nations unies (ECOSOC) – Résolution 12-96 (XLIV), du 3 juillet 1995.
En 2002, elle a obtenu le vote de la Journée internationale des Casques bleus par l’Assemblée générale des Nations unies (qui est célébrée dans bon nombre de pays depuis 2003).
Depuis 2006, l’AISP développe de nombreuses actions humanitaires de développement et d’urgence, sans négliger sa vocation première d’expertise et d’information.
L’AISP développe :
- Des programmes de déminage
- Un programme sur la formation de garde d’espaces naturels protégés
- Une académie internationale de la paix dédiée à la résolution des conflits et la formation de futurs diplomates
- Un programme sports et santé pour la promotion de la paix
- Un programme en direction des jeunes (international young peacemaker program)
- Un programme ASSEO (Accueil, Soutien, Solidarité, Ecoute et Orientation) en rapport avec le stress post-traumatique.

Depuis 2009, elle participe aux Commission des droits de l'homme des Nations unies et de l’action humanitaire.

## Missions
Missions :
- Prolonger, sur le plan humanitaire et diplomatique, les actions des Casques Bleus entreprises sur le terrain.
- Aider les anciens Casques Bleus dans leur reconversion, à la reconnaissance de leurs droits et favoriser la mémoire des actions qui a impliqué plus d’un million et demi d’anciens combattants.
- La sensibilisation à l’action contre les mines comprenant notamment l’enseignement des gestes élémentaire de survie liés aux blessures relatives aux mines.
- Le déminage, qu’il s’agisse de la formation des démineurs ou de la mise en place d’équipe pour des opérations spécifiques et ponctuelles dont le rôle sera d'expertiser et de baliser les zones à la demande d’Organisations internationales.
- L’assistance aux victimes, qu’il s’agisse de la fourniture de matériel médical ou la création de centres de soins, ainsi que de la reconnaissance juridique et légale est la prise en charge des victimes.

## Objectifs
- Être une force de proposition pour l'Organisation des Nations unies et la Communauté internationale sur des sujets d’actualité et de société ;
- Créer des associations dans les pays ayant d’anciens Casques Bleus ;
- Mener des actions sociales (journée internationale des casques bleus[6],[7], intervention auprès des jeunes[8], ...) ;
- Mener des actions humanitaires en urgence ou en développement ;
- Aider à la résolution des conflits.

## Membres
Elle compte 19 délégations et regroupe plus de 50 000 membres dans 25 pays, :  Australie,  Belgique,  Canada,  République tchèque,  Danemark,  Finlande,  France,  Irlande,  Kenya,  Mongolie,  Norvège,  Pologne,  Russie,  Sénégal,  Slovaquie,  Suède,  Ukraine,  Hongrie,  Autriche,  Panama et  Indonésie